# Oškrt

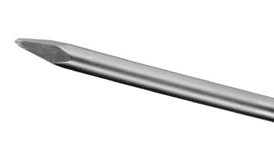
Oškrt

Oškrt je ocelový pracovní nástroj používaný zejména k rozrušování tuhých hmot. Původně se používal k ručnímu opracování, dnes prakticky pouze jako hrot složitějších nářadí. Umožňuje osově vedenou silou narušit povrch tuhé hmoty a dalším osově vedeným silovým působením pod malým úhlem k povrchu narušované hmoty (tj. oškrtnutím) ji část odstranit. V okamžiku průniku do rozrušované hmoty může být také namáhán kolmo na osu a hmotu vylomit.

## Tvary
Jedná se o tyčovitý nástroj zakončený hrotem. Vzhledem k výrobním postupům (kování a následné kalení) má hrot obvykle tvar čtyřbokého jehlanu, výjimečně šesti- nebo osmibokého. Dnes je možné vyrobit s dostatečnou tvrdostí i hrot kuželovitý. Tvar druhého konce je dán způsobem uchycení k hnacímu nářadí a je obvykle standardizován. Velikost je dána použitou silou, průměr začíná na 1 cm a délka na 30 cm, horní hranice není omezena, běžné jsou i oškrty o váze desítek kilogramů.

## Použití
Původně je zmiňován jako nástroj k opracovávání mlýnských kamenů, později používán v hornictví, dnes hlavně ve stavebnictví jako součást sbíječky k rozrušování betonu, asfaltu, zdiva atd.